# Pedro Antonio Acuña y Cuadros

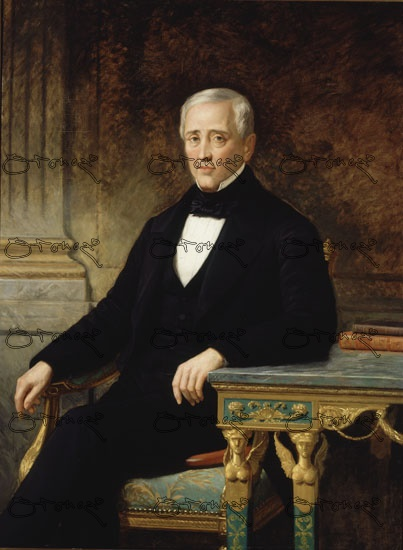
Ignacio Suárez Llanos: Pedro Antonio Acuña y Cuadros, presidente del Congreso de los Diputados en 1842. Óleo sobre lienzo, 131 x 97 cm, Madrid, Congreso de los Diputados, Galería de Retratos.

Pedro Antonio Acuña y Cuadros (Baeza, 13 de marzo de 1786-Andújar, 9 de enero de 1850) fue un político español, presidente del Congreso de los Diputados en abril de 1837 y en el primer semestre de 1842 y ministro de Gobernación en uno de los gobiernos encabezados por José María Calatrava, del 9 de junio de 1837 al 18 de agosto del mismo año, fecha en que presentó su dimisión el Gobierno en pleno.
De profesión hacendado y miembro de la Milicia Nacional en Andújar, fue elegido procurador del Reino por la circunscripción de Jaén, en sustitución de Juan Manuel Subrie, en octubre de 1834, con los votos de los 18 electores en elecciones celebradas por sufragio censitario indirecto. Reelegido en las elecciones de julio de 1836 y de nuevo, tras el motín de los sargentos de La Granja, en octubre del mismo año, se incorporó a la comisión encargada de redactar la nueva Constitución, jurada el 18 de junio de 1837, de la que será uno de los diputados firmantes. Diputado suplente en las elecciones celebradas conforme a las nuevas disposiciones en 1837 y 1839, legislaturas en las que ocupó plaza de senador por Jaén, en marzo de 1841 renunció al escaño en la cámara alta para retornar al Congreso como diputado titular, sustituyendo a Agustín Argüelles en la presidencia de la cámara en los últimos días de 1841. En 1843 revalidó por última vez el escaño de senador por Jaén, pasando a ocupar la segunda vicepresidencia.
Luis de Solís y Manso, marqués de Rianzuela, le dedicó una breve y encomiástica necrología en la que lo hacía descendiente del obispo Acuña y propietario de una considerable fortuna en vinculaciones y señoríos en las Encartaciones de Vizcaya, aunque, siendo partidario de las ideas de progreso incluso si eran contrarias a sus intereses, defendió las desvinculaciones y la desamortización para favorecer la división y aumento de la propiedad.